# 紀勢新聞
紀勢新聞（きせいしんぶん）は三重県尾鷲市に本社を置く株式会社紀勢新聞が発行する地方新聞。主に尾鷲市と紀北町のニュースについて取り上げている。紀南新聞（新宮市）の系列紙。

## 概要
- 販売エリアは尾鷲市および紀北町で、紙面は基本4ページで構成（月1〜2回カラー紙面あり）されている。
- 夕刊のみ発行され、日曜・祝日翌日は休刊である。
- ライバル紙として同じ尾鷲市に本社を置く有限会社南海日日新聞社が発行する南海日日がある。
- 2019年4月から紀勢新聞と紀南新聞が共同運営する「太平洋新聞電子版」にて同紙の記事が配信されている。

## 沿革
- 1947年（昭和22年）7月1日 - 創刊[1]。紀勢新報社として発足、紀勢新報を発行[2]。
- 1949年（昭和24年）3月10日 - 第三種郵便物認可[1]。
- 1949年（昭和24年） - 紀勢新聞に改称[3]。
- 2009年（平成21年）9月24日 - 本社を尾鷲市林町12番26号から同市中川1番22号へ移転[4]。